# Alfons Blomme

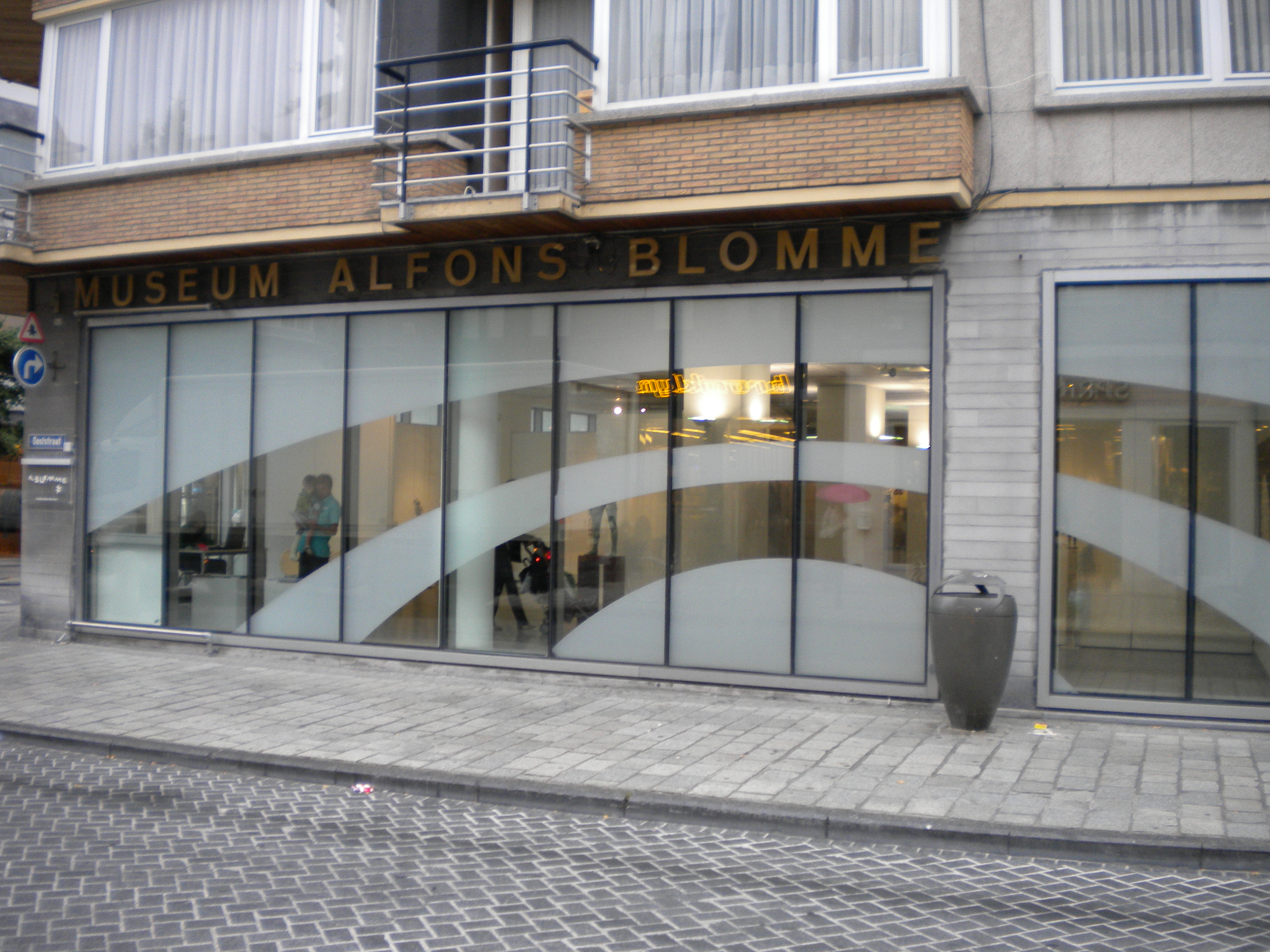
Galerij "Alfons Blomme" in Roeselare

Alfons Blomme (Roeselare, 2 februari 1889 – aldaar overleden, 10 juni 1979) was een Vlaams kunstschilder en etser.

## Biografie
Vanaf 1902 volgde Blomme lessen aan de Stedelijke Academie voor teken-, bouw- en beeldhouwkunst in Brussel. Hij haalde er in 1909 de hoogste onderscheiding. Als toekomstig huisschilder volgde hij ook lessen aan de Nijverheidsschool. Hij zou dat beroep echter nooit uitoefenen. Blomme vervolmaakte zich aan de Koninklijke Academie voor Schone Kunsten te Brussel. Toen hij naar Brussel trok om te studeren, kwam hij in contact met art nouveau en het neo-impressionisme. Hij is bij deze kunststijl gebleven, ook al gingen zijn tijdgenoten over naar het surrealisme. Hij ontdekte het werk van Emile Claus en ontwikkelde een eigen pointillistische techniek. Deze was breed-pointillistisch en wordt weleens als streepjestechniek aangeduid. Grote kleurvlakken worden niet ingekleurd maar met grote punten of strepen ingevuld. Later werd dit als 'blommisme' aangeduid.
De Eerste Wereldoorlog bracht hij door in Nederland, in Nuenen en in het Zeeuwse Renesse. Aan de Laône 37 staat nog steeds dit huisje, op de huidige Camping Laône 37. Het huis is genaamd Huize Breugel. Na zijn terugkeer won hij in 1920 de Grote Prijs van Rome. Hij bezocht hierop Italië en kwam onder de indruk van het licht en de kleuren in Venetië. Hierdoor ontstond in de periode tussen 1923 en 1930 zijn zogenaamde "Venetiaanse periode".
Alfons Blomme reisde veel en liet zich door zijn reizen inspireren tot landschappen, stadsgezichten en portretten van gebouwen.
In 1929 huwde Blomme met Kaatje de Feijter. Hij verliet na zijn huwelijk de hoofdstad voor de kustregio en vestigde zich in 1930 in de Villa Martha aan de Driftweg in De Haan. Daar kwam hij in 1933 als kunstleraar in contact met Albert Einstein en diens stiefdochter Margot Löwenthal. Ze werden vrienden en Blomme mocht onder meer een portret van Einstein maken, wat niemand tevoren gelukt was. Hij maakte hiervan verschillende versies en etsen.
Blomme was een veelschilder, in zoverre dat zijn doeken door de veelvoud van hun voorkomen in waarde daalden. Soms betaalde hij rekeningen met schilderijen. Na de Tweede Wereldoorlog organiseerde hij toch nog verschillende tentoonstellingen die onder meer het bezoek van koningin Elizabeth kregen.
Schilderen was niet zijn enige artistieke bezigheid. Hij tekende ook schetsen en maakte beeldhouwwerken. Van 1935 tot 1940 was hij directeur van de Oostendse Kunstacademie, die hij samen met Gustaaf Sorel en enkele lokale kunstenaars had opgericht.

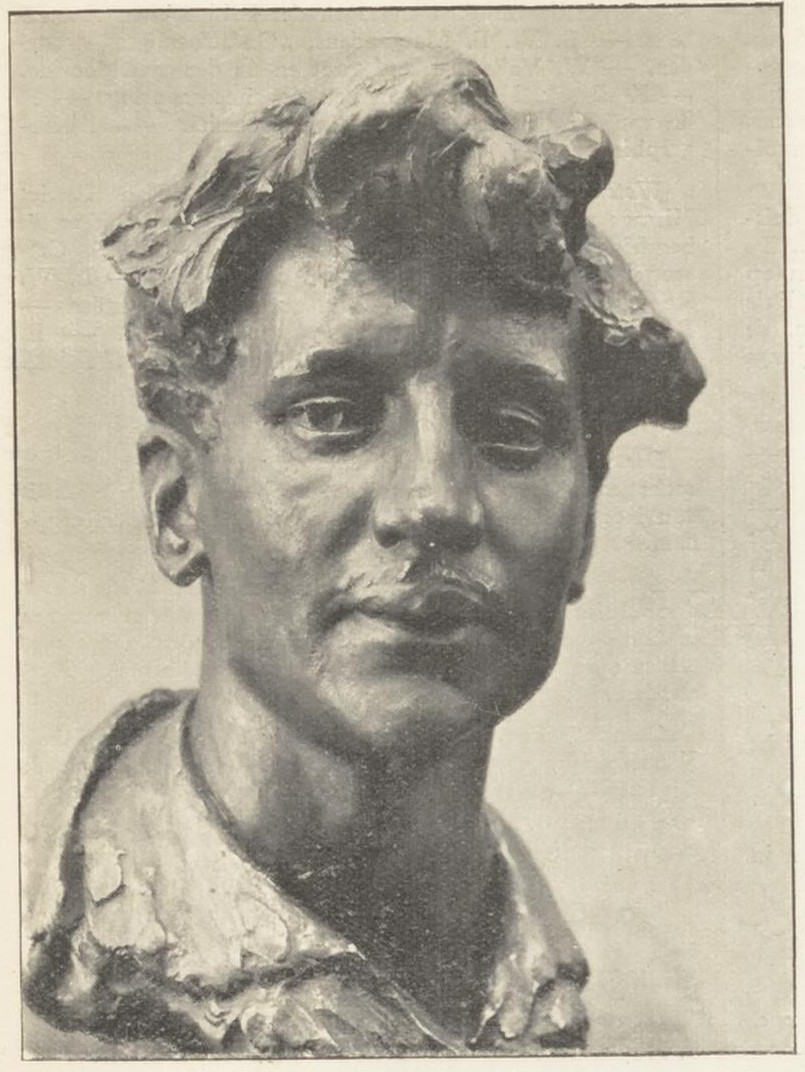
Alfons Blomme, boetseerwerk door War van Asten (Morks' magazijn, jrg 35, 1933, no. 5, 01-05-1933)

In december 1972 opende hij het Alfons Blommemuseum in de Ooststraat te Roeselare. Na zijn dood ging het museum, zijn werken die er bewaard werden, en de hele inboedel bij testament over naar de stad Roeselare. Het museum werd later door de stad omgevormd tot een kunstgalerij. Naar aanleiding van de honderdste verjaardag van zijn geboorte werd het rondpunt op de kruising van de Delaerestraat en de Sint-Alfonsusstraat tot het Alfons Blommeplein herdoopt. Het midden van de rotonde werd verder opgesmukt met een borstbeeld van Alfons Blomme, gebeeldhouwd door de Roeselaarse kunstenares Julianne Szücs, wiens naam op de zijkant van het beeld staat te lezen.
Alfons Blomme werd door de jaren heen vaak opgenomen in allerhande terugblikken, infowandelingen, fietszoektochten etc. die door stad Roeselare werden bedacht en uitgewerkt om de geschiedenis van de Rodenbachstad nog eens onder de aandacht te brengen.
Werk van Blomme is tevens te vinden in:
- de verzameling van het KaZ in Oostende
- Mu.ZEE (de fusie van het PMMK en het MSK in Oostende), onder meer een portret van Albert Einstein en een van James Ensor.
- Roeselare, Stedelijke verzameling en Alfons Blommemuseum
- Stad Tielt, Stedelijke verzameling

- Digitale Bibliotheek voor de Nederlandse Letteren: blom085
- Gemeinsame Normdatei: 123282551
- International Standard Name Identifier: 0000 0000 2468 9771
- Library of Congress Control Number: n84091112
- RKD-Nederlands Instituut voor Kunstgeschiedenis: 9285
- Union List of Artist Names: 500177798
- Virtual International Authority File: 32900199
- WorldCat: E39PBJk4Dy7wdHcdyFw88FDH4q